# Liste des papes de l'Église copte orthodoxe

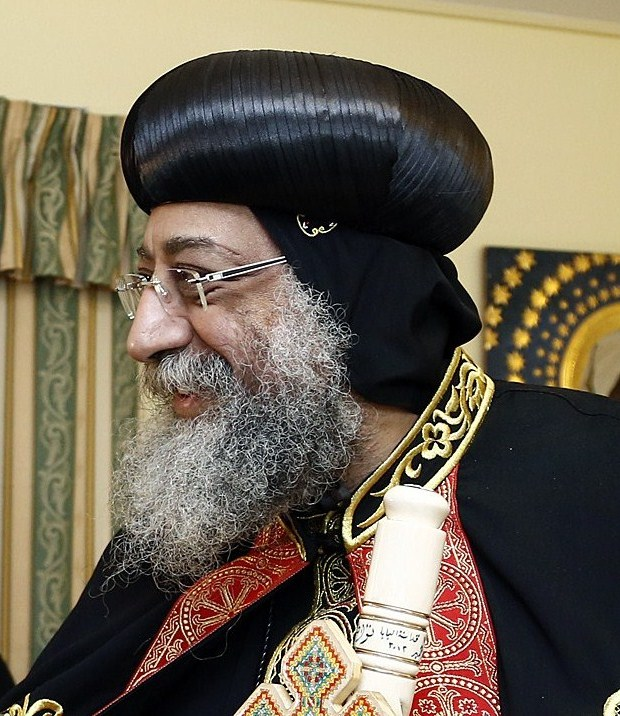
Théodore II (depuis 2012).

Cette liste des patriarches d'Alexandrie sur le saint siège de Saint Marc, portant le titre de papes coptes, constitue la suite ininterrompue des successeurs apostoliques de saint Marc telle que reconnue par l'Église copte.
L'Église copte fait remonter sa succession patriarcale à saint Marc qui séjourna à Alexandrie de 43 à 49 puis de 61 à 67. Entre ces deux périodes, il ordonna un évêque, Annianos (Anien d'Alexandrie), responsable de la communauté chrétienne d'Alexandrie. Après le martyre du saint en 67, saint Anien lui succède comme deuxième évêque sur le siège d'Alexandrie.
Durant les trois premiers siècles de l'Église égyptienne, l'évêque d'Alexandrie fut désigné par les prêtres locaux qui choisissaient l'un des leurs. Il fut, par la suite et jusqu'à nos jours, élu par un synode et choisi parmi les prêtres, les moines ou les ermites (N.B. : les deux derniers patriarches coptes étaient ainsi des ermites). L'autorité de l'évêque d'Alexandrie sur les autres diocèses égyptiens s'étendit rapidement, celui-ci étant historiquement l'une des premières autorités ecclésiastiques à décider de la nomination des prêtres dans les divers diocèses. Le titre de « pape » fut donné à l'évêque d'Alexandrie à partir du pontificat de Denys d'Alexandrie (vers 250).
Le 118e et actuel patriarche est Théodore II, pape d'Alexandrie, patriarche de toute l'Afrique et du siège de saint Marc, élu le 4 novembre 2012.
(NB : Si la liste des papes coptes comprend toujours les mêmes noms quelles que soient les sources, les dates de pontificat diffèrent parfois de plusieurs années du fait du manque de documents de référence. Par ailleurs, l'élection patriarcale ayant lieu par vote, il est arrivé plus d'une fois qu'un certain temps se soit écoulé entre la vacance du siège apostolique et l'intronisation du nouvel élu.)

## Papes d'Alexandrie, patriarches de toute l'Afrique et du siège de saint Marc
25. Dioscore Ier (444-454)
26. Timothée II (457-477)
27. Pierre III (477-490)
28. Athanase II (490–496)
29. Jean Ier (496–505)
30. Jean II (505–516)
31. Dioscore II (516–517)
32. Timothée III (517–535)
33. Théodose Ier (536-567)
Julianistes
Gaïanos (10 février 535- mai ou juin 535)
Elpidius (? -565)
Dorothée (565-ap. 580)
Théodore (575-587), non reconnu par la majorité
34. Pierre IV (575-19 juin 578)
35. Damien (578-607)
36. Anastase (607-19 décembre 619)
37. Andronic (619-6 janvier 626)
38. Benjamin Ier (janvier 626-3 janvier 665)
Julianistes
Ménas (634)
39. Agathon (665-13 octobre 681)
40. Jean III (681-27 novembre 689)
41. Isaac (4 décembre 689 ou février 690-29 octobre 692)
42. Simon Ier (692-18 juillet 700)
Julianistes
Théodore (695)
- Trône vacant : 700-704 (3 ans et 10 mois)

43. Alexandre II (25 avril 704-1er février 729)
44. Côme Ier (mars 729-24 juin 730)
45. Théodore Ier (août 730-1er février 742)
46. Michel Ier (15 septembre 743-12 mars 767)
47. Ménas Ier (767-27 décembre 775)
48. Jean IV (13 janvier 776-11 janvier 799)
49. Marc II (27 janvier 799-17 avril 819)
50. Jacques (juin 819-8 février 830)
51. Simon II (17 avril-30 septembre 830)
- Trône vacant : 830-831 (1 an et 2 mois)

52. Joseph Ier (18 novembre 831-20 octobre 849)
53. Michel II (849-17 avril 851)
54. Côme II (851-7 novembre 858)
55. Chenouda Ier (859-19 avril 880)
56. Michel III (880-7 mars 907)
- Trône vacant : 907-910 (3 ans et 2 mois)

57. Gabriel Ier (mai 910-15 février 921)
58. Côme III (921-25 mars 933)
59. Macaire Ier (933-20 mars 953)
60. Théophane (953-6 décembre 956)
61. Ménas II (956-11 novembre 974)
- Trône vacant : 974-975 (10 mois)

62. Éphrem Ier (19 septembre 975-978)
63. Philothée (979-9 novembre 1003)
64. Zacharie (1004-4 janvier 1032)
65. Chenouda II (1032-29 octobre 1046)
- Trône vacant : 1046-1047 (1 an et 5 mois)

66. Christodule (décembre 1047-10 décembre 1077)
67. Cyrille II (1078-6 juin 1092)
68. Michel IV (1092-25 mai 1102)
69. Macaire II (1102-19 décembre 1128)
- Trône vacant : 1128-1131 (2 ans et 2 mois)

70. Gabriel II (3 février 1131-5 avril 1145)
71. Michel V (25 juillet 1145-29 mars 1146)
72. Jean V (25 août 1146-29 avril 1166)
73. Marc III (12 juin 1166-1er janvier 1189)
74. Jean VI (29 janvier 1189-7 janvier 1216)
- Trône vacant : 1216-1235 (19 ans, 5 mois et 10 jours)

75. Cyrille III (17 juin 1235-10 mars 1243)
- Trône vacant : 1243-1250 (7 ans et 7 mois)

76. Athanase III (17 octobre 1250-27 novembre 1261)
77. Jean VII, 1re fois (1er janvier 1262-21 octobre 1268)
78. Gabriel III (1268-1er janvier 1271)
77. Jean VII, restauré (1271-21 avril 1293)
79. Théodose II (1293-janvier 1300)
80. Jean VIII (1300-29 mai 1320)
81. Jean IX (1320-18 mars 1327)
82. Benjamin II (1327-6 janvier 1339)
83. Pierre V (1340-8 juillet 1348)
84. Marc IV (1348-31 janvier 1363)
85. Jean X (1364-13 juillet 1369)
86. Gabriel IV (1370-27 avril 1378)
87. Mathieu Ier (1378-31 décembre 1408)
88. Gabriel V (21 avril 1409-31 janvier 1427 ou 4 janvier 1428)
Michel (VI) (12 mars 1427-27 mai 1427) (intrus)
89. Jean XI (11 mai 1428-4 mai 1453)
90. Mathieu II (1453-1465)
91. Gabriel VI (1466-1475 ?)
92. Michel VI (1477-1478)
93. Jean XII (1480-1484)
94. Jean XIII (1484-1524)
- Trône vacant : 1524-1526 (2 ans)

95. Gabriel VII (1526-1569)
- Trône vacant : 1569-1573 (4 ans)

96. Jean XIV (1571-1586)
97. Gabriel VIII (1587-1603)
- Trône vacant : 1603-1610 (7 ans)

98. Marc V (1610-1621)
99. Jean XV (1619-1629)
100. Mathieu III (1621-1650)
101. Marc VI (1646-1656)
102. Mathieu IV (1660-1675)
103. Jean XVI (1676-1718)
104. Pierre VI (1718-1726)
105. Jean XVII (1727-1745)
106. Marc VII (1745-1769)
107. Jean XVIII (1769-1796)
108. Marc VIII (1796-1809)
109. Pierre VII (1810-1852)
- Trône vacant : 1852-1854 (2 ans)

110. Cyrille IV (1854-1862)
111. Dimitri II (1862-1870)
- Trône vacant : 1870-1874 (4 ans)

112. Cyrille V (1874-1927)
113. Jean XIX (1928-1942)
- Trône vacant : 1942-1944 (2 ans)

114. Macaire III (1944-1945)
- Trône vacant : 1945-1946 (au moins 6 mois)

115. Joseph II (1946-1956)
- Trône vacant : 1956-1959 (3 ans)

Métropolite Mikhail d'Assiout, par intérim
Métropolite Agapios de Dayrout, par intérim
Métropolite Koskam de Menoufeya, par intérim
Métropolite Benyamin de Menoufeya, par intérim
116. Cyrille VI (1959-1971)
- Trône vacant : 1971-1971 (8 mois)

Métropolite Makarios, par intérim
117. Chenouda III (1971-2012)
- Trône vacant : 2012-2012 (8 mois)

Métropolite Pakhomios de Beheira, par intérim
118. Théodore II (depuis 2012)